# Sociedade Brasileira de Pesquisa Operacional
A Sociedade Brasileira de Pesquisa Operacional (SOBRAPO) foi fundada em 1969, após a realização do I Simpósio Brasileiro de Pesquisa Operacional (SBPO) no Instituto Tecnológico de Aeronáutica, em São José dos Campos. Desde então, reúne a grande maioria dos profissionais da Pesquisa Operacional (PO) no Brasil, tanto nas universidades como nas empresas e em órgãos públicos diversos, sejam eles federais, estaduais ou municipais.
Filiada à Federação Internacional de Associações de PO (International Federation of Operational Research Societies, ou IFORS) e à Associação Latino-americana de PO (Asociación Latino-Iberoamericana de Investigación Operativa, ou ALIO), a SOBRAPO, por meio delas e das publicações internacionais da especialidade, mantém contato com o mundo em geral, ajudando a divulgar em congressos e revistas a produção científica dos pesquisadores brasileiros. Em 2007 foi aceita como membro da Sociedade Brasileira para o Progresso da Ciência.
A SOBRAPO mantém sua própria revista, desde 1980, sob o título Pesquisa Operacional e ISSN 0101-7438, e que é indexada nos International Abstracts in Operations Research da IFORS e desde 2000 na Biblioteca Científica On-line (Scientific Electronic Library On-line, ou SCIELO). Também organiza e promove eventos nacionais ou regionais, tendo uma média de 500 participantes por evento. Destaca-se o SBPO: em 2009 a SOBRAPO organizou a sua 41ª edição. Os artigos apresentados no SBPO são publicados nos respectivos anais, estimulando os autores a aperfeiçoarem seus textos, levando em conta o nível de exigência associado aos periódicos científicos, e submetê-los à apreciação do corpo editorial da revista.